# Southport (Carolina do Norte)
Southport é uma cidade localizada no estado norte-americano de Carolina do Norte, no Condado de Brunswick.

## Demografia
Segundo o censo norte-americano de 2000, a sua população era de 2351 habitantes.
Em 2006, foi estimada uma população de 2893, um aumento de 542 (23.1%).

## Geografia
De acordo com o United States Census Bureau tem uma área de
5,8 km², dos quais 5,7 km² cobertos por terra e 0,1 km² cobertos por água. Southport localiza-se a aproximadamente 4 m acima do nível do mar.

## Localidades na vizinhança
O diagrama seguinte representa as localidades num raio de 16 km ao redor de Southport.

## Cultura popular
Nesta cidade desenrola-se o romance  de Nicholas Sparks "Safe Haven" ("Um Refúgio para a Vida" (Portugal)/Um Porto seguro (Brasil) que deu origem ao filme homónimo Safe Haven.